# Схеми збагачення вугілля у важких суспензіях
Схеми збагачення вугілля у важких суспензіях

Важкосередовищну сепарацію використовують для збагачення крупних класів вугілля, антрацитів дуже важкої, важкої і середньої збагачуваності, усіх категорій збагачуваності при вмісті класу +13 мм у гірничій масі понад 20 %, а також для вугілля легкої збагачуваності при вмісті породних фракцій понад 30 %.

## Збагачення у важкосередовищних сепараторах
Технологічні схеми збагачення крупних машинних класів вугілля в магнетитовій суспензії поділяють за кількістю стадій збагачення, кінцевих продуктів і призначенням .
Схема збагачення за одну стадію з виділенням двох кінцевих продуктів (концентрату і відходів) призначена для механізованого відділення породи на шахтних установках, збагачення енергетичного вугілля і антрацитів, а також для збагачення коксівного вугілля легкої збагачуваності (рис. 1).
При необхідності роздільного збагачення двох машинних класів (наприклад, 6 — 25 і 25 — 200 мм) доцільно використовувати сепаратор СКВД-32, ванна якого в подовжньому напрямку розділена на два відділення.
Схема збагачення в дві стадії з виділенням трьох кінцевих про-дуктів (концентрату, промпродукту і відходів) застосовується для ко-ксівного вугілля середньої і важкої збагачуваності. Основний і найбільш економічний варіант — виділення в першій стадії сепарації концентрату (рис. 2); другий варіант — виділення в першій стадії відходів застосовується при їхньому високому виході (понад 50 %) і наявності порід, що розмокають у рідині (рис. 3).
Робоча суспензія високої і низької густини подається у відповідні сепаратори для створення транспортного і висхідного потоків.
Відділення суспензії і відмивка обважнювача здійснюються за загальноприйнятою схемою.
Технологічні схеми на рис. 2 і 3 аналогічні, але при застосуванні другої схеми (виділення в першій стадії відходів) між першою і другою стадіями сепарації необхідно передбачити операцію відділення суспензії більшої густини від суміші концентрату і промпродукту, які спрямовуються в другу стадію, де й розділяються в суспензії меншої густини.

## Збагачення у важкосередовищних гідроциклонах
Збагачення у важкосередовищних гідроциклонах застосовується при переробці дрібних класів коксівного вугілля й антрацитів дуже важкої і важкої збагачуваності, а при підвищених вимогах до якості концентрату — середньої збагачуваності. Важкосередовищні гідроциклони можуть використовуватися також для перезбагачення промпродукту і грубозернистого шламу.
Технологічні схеми важкосередовищних гідроциклонних комплексів для збагачення дрібного вугілля так само, як і схеми збага-чення крупних класів, відрізняються за кількістю стадій розділення, продуктів збагачення і своїм призначенням. Технологічні схеми збагачення в гідроциклонах більш складні порівняно зі схемами збагачення в сепараторах, тому що потребують створення напорів на вході в апарат, більших у 3–4 рази витрат суспензії і більш складної системи регенерації суспензії у зв'язку зі значним шламоутворенням у гідроциклоні.
До якості машинного класу, що надходить на збагачення в гідроциклони, висуваються підвищені вимоги і насамперед щодо вмісту шламів. Знешламлення крупного класу здійснюється за класом 13 (25) мм, дрібного — за класом 0,5 мм.
Схема збагачення за одну стадію у двопродуктовому важкосередовищному гідроциклоні з одержанням двох кінцевих продуктів (концентрату і відходів), яка призначена для збагачення дрібного енергетичного вугілля й антрацитів крупністю 0,5–13 (25) мм, наведена на рис. 4.
Схема збагачення за одну стадію у трипродуктовому каскадному гідроциклоні з одержанням трьох кінцевих продуктів (концентрату, промпродукту, відходів), одержанням у першій секції апарата концентрату, у другій промпродукту і відходів (рис. 5) призначена для збагачення дрібного коксівного вугілля крупністю 0,5–13 (25) мм, перезбагачення промпродукту відсадки дрібного машинного класу 0,5–13 мм, а також для збагачення коксівного вугілля одного машинного класу 0,5–40 мм (при порівняно невеликому виході класу +40 мм).
При роздільній регенерації некондиційної суспензії межа збагачення за крупністю в гідроциклонах зменшується з 0,5 до 0,2 мм.
Крім того, на практиці встановлено, що показники розділення шламу (до 0,2 мм) у гідроциклонах залежать від верхньої межі крупності машинного класу, до складу якого входить шлам.
Так, ефективність збагачення шламів у складі класу 0–6 мм вища, ніж у складі класу 0–40 мм. Тому при збагаченні у важкосередовищних гідроциклонах вугілля зі шламом необхідно впровадити технологію збагачення вузького машинного класу.